# An-Noor Mosque (Guam)
Die An-Noor Mosque (arabisch مسجد النور, DMG masǧid an-nūr, Masjid An-Nur, Masdschid an-Nur) ist eine Moschee in Mangilao, Guam.

## Name
Die Moschee ist nach der Koransure an-Nūr (24., „das Licht“) benannt.

## Geschichte
Der Bau der Moschee begann 1997. Vollendet und eröffnet wurde die Moschee 2000. Sie ist die einzige Moschee in Guam.

## Architektur
Das einstöckige Bauwerk mit Flachdach ist nur durch eine kleine silberne Kuppel über dem überdachten Eingang verziert.

## Gebetszeiten
In der Moschee finden regelmäßig die fünf Tagesgebete statt, sowie das Freitagsgebet (صلاة الجمعة‎ salāt al-dschumʿa), Abendkurse und Gemeinschaftsveranstaltungen.